# Варевани
Вареван (груз. ვარევანი, арм. Վարևան) — село в Грузии, входит в состав Ахалкалакский муниципалитета края Самцхе-Джавахетия. Национальный состав — армяне.
Село расположено на северо-западе исторической области Джавахетия, в 15 км от города Ахалкалаки. Рядом с селом протекает река Чобарети. Ближайшие населённые пункты: сёла Аластан, Хандо.
Село было основано этническими армянами, выходцами из Западной Армении, ⁣из деревни Тванч Эрзрумского региона (арм. Կարին). Они были вынуждены переселиться в 1829-1830 году в ходе русско-турецкой войны.
В настоящее время в селе действует Армянская католическая церковь. Местные армяне известны как франки.

Примечания
1. ↑  მოსახლეობის საყოველთაო აღწერა 2014. საქართველოს სტატისტიკის ეროვნული სამსახური (ნოემბერი 2014). Дата обращения: 7 ნოემბერი, 2016. Архивировано 11 ноября 2020 года.